# U.S. National Indoor Tennis Championships 2014 - Qualificazioni singolare
Le qualificazioni del singolare  dell'U.S. National Indoor Tennis Championships 2014 sono state un torneo di tennis preliminare per accedere alla fase finale della manifestazione. I vincitori dell'ultimo turno sono entrati di diritto nel tabellone principale. In caso di ritiro di uno o più giocatori aventi diritto a questi sono subentrati i lucky loser, ossia i giocatori che hanno perso nell'ultimo turno ma che avevano una classifica più alta rispetto agli altri partecipanti che avevano comunque perso nel turno finale.

## Teste di serie
1. David Goffin (qualificato)
2. Denis Kudla (qualificato)
3. Alex Kuznetsov (qualificato)
4. Víctor Estrella Burgos (ultimo turno)

1. Rajeev Ram (qualificato)
2. Gastão Elias (ultimo turno)
3. Bobby Reynolds (ultimo turno)
4. James McGee (ultimo turno)

## Qualificati
1. David Goffin
2. Denis Kudla

1. Alex Kuznetsov
2. Rajeev Ram

## Tabellone qualificazioni

### Legenda
| - Q = Qualificato - WC = Wild card - LL = Lucky loser | - ALT = Alternate - SE = Special Exempt - PR = Protected Ranking | - w/o = Walkover - r = Ritirato - d = Squalificato |

### Sezione 1
|  | Primo turno       | Primo turno       | Primo turno       | Primo turno | Primo turno |  |  | Secondo turno | Secondo turno  | Secondo turno | Secondo turno | Secondo turno |   |   | Ultimo turno | Ultimo turno | Ultimo turno | Ultimo turno | Ultimo turno |  |
|  |                   |                   |                   |             |             |  |  |               |                |               |               |               |   |   |              |              |              |              |              |  |
|  | 1                 | David Goffin      | David Goffin      | 6           | 6           |  |  |               |                |               |               |               |   |   |              |              |              |              |              |  |
|  |                   | Dennis Nevolo     | Dennis Nevolo     | 2           | 2           |  |  | 1             | David Goffin   | 1             | 6             | 6             |   |   |              |              |              |              |              |  |
|  | Cedric Dezutter   | Cedric Dezutter   | Cedric Dezutter   | 2           | 1           |  |  |               | Robby Ginepri  | 6             | 1             | 4             |   |   |              |              |              |              |              |  |
|  | Robby Ginepri     | Robby Ginepri     | Robby Ginepri     | 6           | 6           |  |  |               |                |               |               |               |   |   | 1            | David Goffin | David Goffin | 6            | 7            |  |
|  | Santiago González | Santiago González | Santiago González | 3           | 5           |  |  |               |                | 8             | James McGee   | James McGee   | 1 | 5 |              |              |              |              |              |  |
|  | Dennis Novikov    | Dennis Novikov    | Dennis Novikov    | 6           | 7           |  |  |               | Dennis Novikov | 3             | 7             | 4             |   |   |              |              |              |              |              |  |
|  |                   | Scott Lipsky      | Scott Lipsky      | 3           | 0           |  |  | 8             | James McGee    | 6             | 65            | 6             |   |   |              |              |              |              |              |  |
|  | 8                 | James McGee       | James McGee       | 6           | 6           |  |  |               |                |               |               |               |   |   |              |              |              |              |              |  |

### Sezione 2
|  | Primo turno       | Primo turno        | Primo turno        | Primo turno | Primo turno |  |  | Secondo turno | Secondo turno | Secondo turno | Secondo turno | Secondo turno |      |   | Ultimo turno | Ultimo turno | Ultimo turno | Ultimo turno | Ultimo turno |  |
|  |                   |                    |                    |             |             |  |  |               |               |               |               |               |      |   |              |              |              |              |              |  |
|  | 2                 | Denis Kudla        | Denis Kudla        | 6           | 6           |  |  |               |               |               |               |               |      |   |              |              |              |              |              |  |
|  |                   | Takanyi Garanganga | Takanyi Garanganga | 2           | 3           |  |  | 2             | Denis Kudla   | Denis Kudla   | 6             | 7             |      |   |              |              |              |              |              |  |
|  | Dimitar Kutrovsky | Dimitar Kutrovsky  | 6                  | 2           | 1           |  |  |               | Jason Jung    | Jason Jung    | 2             | 5             |      |   |              |              |              |              |              |  |
|  | Jason Jung        | Jason Jung         | 0                  | 6           | 6           |  |  |               |               |               |               |               |      |   | 2            | Denis Kudla  | Denis Kudla  | 7            | 6            |  |
|  | Joe Salisbury     | Joe Salisbury      | Joe Salisbury      | 7           | 6           |  |  |               |               | 6             | Gastão Elias  | Gastão Elias  | 6(1) | 4 |              |              |              |              |              |  |
|  | José Hernández    | José Hernández     | José Hernández     | 63          | 1           |  |  |               | Joe Salisbury | Joe Salisbury | 3             | 1             |      |   |              |              |              |              |              |  |
|  |                   | Evan King          | Evan King          | 65          | 1           |  |  | 6             | Gastão Elias  | Gastão Elias  | 6             | 6             |      |   |              |              |              |              |              |  |
|  | 6                 | Gastão Elias       | Gastão Elias       | 7           | 6           |  |  |               |               |               |               |               |      |   |              |              |              |              |              |  |

### Sezione 3
|  | Primo turno     | Primo turno     | Primo turno     | Primo turno | Primo turno |  |  | Secondo turno | Secondo turno  | Secondo turno  | Secondo turno  | Secondo turno  |   |   | Ultimo turno | Ultimo turno   | Ultimo turno   | Ultimo turno | Ultimo turno |  |
|  |                 |                 |                 |             |             |  |  |               |                |                |                |                |   |   |              |                |                |              |              |  |
|  | 3               | Alex Kuznetsov  | Alex Kuznetsov  | 6           | 6           |  |  |               |                |                |                |                |   |   |              |                |                |              |              |  |
|  | WC              | Ian Chadwell    | Ian Chadwell    | 1           | 0           |  |  | 3             | Alex Kuznetsov | Alex Kuznetsov | 6              | 6              |   |   |              |                |                |              |              |  |
|  | Tomasz Bednarek | Tomasz Bednarek | Tomasz Bednarek | 0           | 65          |  |  |               | Sekou Bangoura | Sekou Bangoura | 4              | 4              |   |   |              |                |                |              |              |  |
|  | Sekou Bangoura  | Sekou Bangoura  | Sekou Bangoura  | 6           | 7           |  |  |               |                |                |                |                |   |   | 3            | Alex Kuznetsov | Alex Kuznetsov | 6            | 7            |  |
|  | WC              | Connor Glennon  | Connor Glennon  | 6           | 6           |  |  |               |                | 7              | Bobby Reynolds | Bobby Reynolds | 3 | 5 |              |                |                |              |              |  |
|  | WC              | David O'Leary   | David O'Leary   | 1           | 2           |  |  | WC            | Connor Glennon | Connor Glennon | 0              | 4              |   |   |              |                |                |              |              |  |
|  |                 | Takura Happy    | Takura Happy    | 0           | 0           |  |  | 7             | Bobby Reynolds | Bobby Reynolds | 6              | 6              |   |   |              |                |                |              |              |  |
|  | 7               | Bobby Reynolds  | Bobby Reynolds  | 6           | 6           |  |  |               |                |                |                |                |   |   |              |                |                |              |              |  |

### Sezione 4
|  | Primo turno | Primo turno               | Primo turno               | Primo turno | Primo turno |  |  | Secondo turno | Secondo turno             | Secondo turno             | Secondo turno | Secondo turno |      |   | Ultimo turno | Ultimo turno           | Ultimo turno | Ultimo turno | Ultimo turno |  |
|  |             |                           |                           |             |             |  |  |               |                           |                           |               |               |      |   |              |                        |              |              |              |  |
|  | 4           | Víctor Estrella Burgos    | Víctor Estrella Burgos    | 7           | 6           |  |  |               |                           |                           |               |               |      |   |              |                        |              |              |              |  |
|  |             | Dean O'Brien              | Dean O'Brien              | 62          | 4           |  |  | 4             | Víctor Estrella Burgos    | Víctor Estrella Burgos    | 7             | 6             |      |   |              |                        |              |              |              |  |
|  | WC          | David O'Hare              | David O'Hare              | 4           | 4           |  |  |               | Miguel Ángel Reyes Varela | Miguel Ángel Reyes Varela | 5             | 4             |      |   |              |                        |              |              |              |  |
|  |             | Miguel Ángel Reyes Varela | Miguel Ángel Reyes Varela | 6           | 6           |  |  |               |                           |                           |               |               |      |   | 4            | Víctor Estrella Burgos | 3            | 7            | 4            |  |
|  | WC          | Joan-Marc Grimal-Ferrer   | Joan-Marc Grimal-Ferrer   | 7           | 6           |  |  |               |                           | 5                         | Rajeev Ram    | 6             | 6(1) | 6 |              |                        |              |              |              |  |
|  |             | František Čermák          | František Čermák          | 6           | 1           |  |  | WC            | Joan-Marc Grimal-Ferrer   | Joan-Marc Grimal-Ferrer   | 2             | 4             |      |   |              |                        |              |              |              |  |
|  |             | Frank Moser               | Frank Moser               | 63          | 3           |  |  | 5             | Rajeev Ram                | Rajeev Ram                | 6             | 6             |      |   |              |                        |              |              |              |  |
|  | 5           | Rajeev Ram                | Rajeev Ram                | 7           | 6           |  |  |               |                           |                           |               |               |      |   |              |                        |              |              |              |  |